# 严锋 (军人)
严锋（1966年10月—），河南洛阳人，汉族，中国共产党党员。中华人民共和国政治人物、第十三届全国人民代表大会解放军和武警部队代表。1984年6月入伍，中国人民解放军空军特级飞行员，2016年5月晋升空军少将军衔，曾担任“八一”飞行表演队领队、表演队所在师师长、原济南军区空军副参谋长。现任中国人民解放军南部战区联合参谋部副参谋长。

## 生平
2018年，严锋被选为解放军和武警部队出席第十三届全国人民代表大会代表。